# Lanei Chapman
Lanei Chapman (* 23. Januar 1973 in Los Angeles, Kalifornien) ist eine US-amerikanische Schauspielerin, die für ihre Rolle der Kampfpilotin Lt. Vanessa Damphousse in der Military-Science-Fiction-Serie Space 2063 bekannt ist.

## Leben
Chapman absolvierte das Dartmouth College, Hanover, New Hampshire mit einem Abschluss in Spanisch. Ihr Fernsehdebüt hatte sie im Alter von dreizehn Jahren in einem Werbespot für Kentucky Fried Chicken. Später wurde sie Kindergärtnerin und Schauspielerin, entschied sich jedoch für letztere Karriere. Ihr Debüt in einer Science-Fiction-Serie erlebte sie als Fähnrich Sariel Rager in Raumschiff Enterprise – Das nächste Jahrhundert (1991–1992). Bekanntheit erlangte sie 1995 durch ihre Rolle der Kampfpilotin Lt. Vanessa Damphousse in der Military-Science-Fiction-Serie Space 2063. Zu den weiteren Fernsehserienrollen, die sie verkörperte, gehören die Melanie Jones in The Secrets of Lake Success (1993) und die Winnie Van Exel in Für alle Fälle Amy (2001–2002). Ebenfalls war sie in mehreren Kinofilmen zu sehen, so etwa 2001 als Merrill Jennings in Jerry Zuckers Komödie Rat Race – Der nackte Wahnsinn.

## Filmografie
- 1989: Mut einer Mutter (A Mother’s Courage: The Mary Thomas Story, Fernsehfilm)
- 1990: China Beach (Fernsehserie, eine Folge)
- 1991: CBS Schoolbreak Special (Fernsehserie, eine Folge)
- 1991: Man of the People (Fernsehserie, eine Folge)
- 1991: Pretty Hattie’s Baby
- 1991–1992: Alles total normal – Die Bilderbuchfamilie (True Colors, Fernsehserie, 2 Folgen)
- 1991–1992: Raumschiff Enterprise – Das nächste Jahrhundert (Star Trek: The Next Generation, Fernsehserie, 4 Folgen)
- 1992: Wunderbare Jahre (The Wonder Years, Fernsehserie, eine Folge)
- 1992: Weiße Jungs bringen’s nicht (White Men Can’t Jump)
- 1992: The Importance of Being Earnest
- 1992: Martin (Fernsehserie, eine Folge, Stimme)
- 1992: Die Jacksons – Ein amerikanischer Traum (The Jacksons: An American Dream, Miniserie, 2 Folgen)
- 1993: Seinfeld (Fernsehserie, 2 Folgen)
- 1993: The Secrets of Lake Success (Miniserie, 3 Folgen)
- 1995–1996: Space 2063 (Space: Above and Beyond, Fernsehserie, 23 Folgen)
- 1996: Parking (Kurzfilm)
- 1997: Pretender (Fernsehserie, eine Folge)
- 1998: C-16: Spezialeinheit FBI (C-16: FBI, Fernsehserie, 2 Folgen)
- 2001: Final Fantasy: Die Mächte in dir (Final Fantasy: The Spirits Within, Stimme)
- 2001: Rat Race – Der nackte Wahnsinn (Rat Race)
- 2001–2002: Für alle Fälle Amy (Judging Amy, Fernsehserie, 3 Folgen)
- 2002–2003: The District – Einsatz in Washington (The District, Fernsehserie, 2 Folgen)
- 2002–2003: Lady Cops – Knallhart weiblich (The Division, Fernsehserie, 2 Folgen)
- 2004: Dense (Kurzfilm)
- 2006: Thief (Miniserie, 2 Folgen)
- 2006: Grey’s Anatomy (Fernsehserie, eine Folge)
- 2007: Expired (Stimme)
- 2008: Die Bienenhüterin (The Secret Life of Bees, Stimme)
- 2009: Jennifer’s Body – Jungs nach ihrem Geschmack (Jennifer’s Body, Stimme)
- 2009: Lincoln Heights (Fernsehserie, 2 Folgen)
- 2009: Cold Case – Kein Opfer ist je vergessen (Cold Case, Fernsehserie, eine Folge)
- 2010: The Ties That Bind (Kurzfilm)
- 2017: F Is for Family (Fernsehserie, eine Folge, Stimme)